# Ion I. Agârbiceanu
Ion I. Agârbiceanu (n. 6 ianuarie 1907, Bucium-Șasa, comitatul Alba de Jos – d. 9 martie 1971, Cluj) a fost un fizician român, fiul prozatorului și protopopului greco-catolic Ion Agârbiceanu.
Specialist în  fizică atomică-spectroscopie, s-a remarcat drept proiectantul primului laser cu gaze din România între anii 1960-1961. A fost membru corespondent al Academiei Române din 1963.

## Studii
În anul 1925, la vârsta de 17 ani, a absolvit cursurile Liceului 'George Barițiu'
În anul 1930 a absolvit cursurile Institutului Electrotehnic din București.
În anul 1934 a absolvit cursurile Facultății de Științe din Paris, obținând doctoratul în fizică cu lucrare de spectroscopie Recherche sur le spectre de fluorescence et d'absorption des vapeurs de Iodine.

## Activitate profesională
A urmat studii superioare la Institutul Electrotehnic din București (1925-1929), apoi la Facultatea de Științe din Paris, unde și-a luat doctoratul (1934), cu o lucrare elaborată sub conducerea lui  A. Cotton. Teza sa de doctorat cu denumirea de „Recherche sur le spectre de fluorescence et d'absorption des vapeurs de Iodine” a devenit o lucrare de referință în domeniu.
În anul 1948 devine profesor universitar la Institutul de Petrol și Gaze din București. Din anul 1951 este profesor la Facultatea de Matematică și Fizică din cadrul Universității București. Transferat la Institutul Politehnic din București, deține în perioada 1955-1971 funcția de șef al Catedrei de Fizică I.
În anul 1956, prof. dr. Ion I. Agârbiceanu a organizat, la Institutul de Fizică Atomică din București, laboratorul de „Metode Optice în Fizica Nucleară”, în cadrul căruia s-au realizat numeroase cercetări privind structurile atomice hiperfine și izotopice, rezonanța magnetooptică și păturile subțiri dielectrice.
În acest laborator, a fost realizat, sub conducerea sa, în 1962, primul laser cu gaz (heliu-neon) cu radiație infraroșie, după o concepție originală. Prin focalizarea fasciculului luminos produs de laserul monocromatic, se obțin densități enorme de radiație pe suprafețe foarte mici.
A fost reprezentantul României la „International Union of Pure and Applied Physic” și la „European Group for Atomic Spectroscopy”.
La 21 martie 1963, a fost ales membru corespondent al Academiei Române.

## Distincții
- titlul de Profesor Emerit al Republicii Populare Romîne (18 august 1964) „pentru activitate deosebită în domeniul cercetării științifice și contribuție la dezvoltarea învățămîntului superior”[1]

## Lucrări
- Recherche sur le spectre de fluorescence et l’absorption de la vapeur de I-2: 1-re Thèse, thèses présentées à la Faculté des Sciences de l’Université de Paris pour obtenir le grade de docteur en sciences physiques, Ed. Masson et Cie, Paris, 1934, 110 p.
- Lumina polarizată și aplicațiile ei în știință și tehnică, Editura Tehnică, București, 1956 - seria Știință și tehnică, nr.4, Academia Republicii Populare Romîne, 120 p.
- Contributions á l’étude des lasers aux gaz, Ion I. Agârbiceanu, A. Agafiței, L. Blănaru, N. Ionescu-Pallas, I.M. Popescu, V. Vasiliu și V.G. Velculescu. Proceedings of the Third International Congress on Quantum Electronics, Paris, Feb, 11-15, 1963. [Edited by] P. Grivet, N. Bloembergen
- La realisation d’un laser a CO2, Ion I. Agârbiceanu, A. Agafiței, L. Blănaru, V. Drăgănescu, I.M. Popescu, V. Vasiliu, Rev. Roum.Phys. 13 (2), 175-177, 1968.
- Metode optice ale spectroscopiei hertziene, Ion I. Agârbiceanu, Ion M. Popescu, Editura Academiei Republicii Socialiste România, București, 1970.

## Memorii
- Fizicianul Ion Agârbiceanu, inventator în tehnica laserului și a luminii polarizate, Nicolae M. Mihăilescu, Revista română de proprietate industrială, Nr. 6(2007), p. 70-71.
- Ion Agârbiceanu (1907-1971) Arhivat în 5 august 2016, la Wayback Machine., Prof. Dr. Valentin I. Vlad, Romanian Reports in Physics, Vol. 59 (2007), No. 3, P. 745–748.
- Ion Agârbiceanu și puterea luminii, Gazeta de Cluj, 20 ianuarie 2012.

## Omagieri

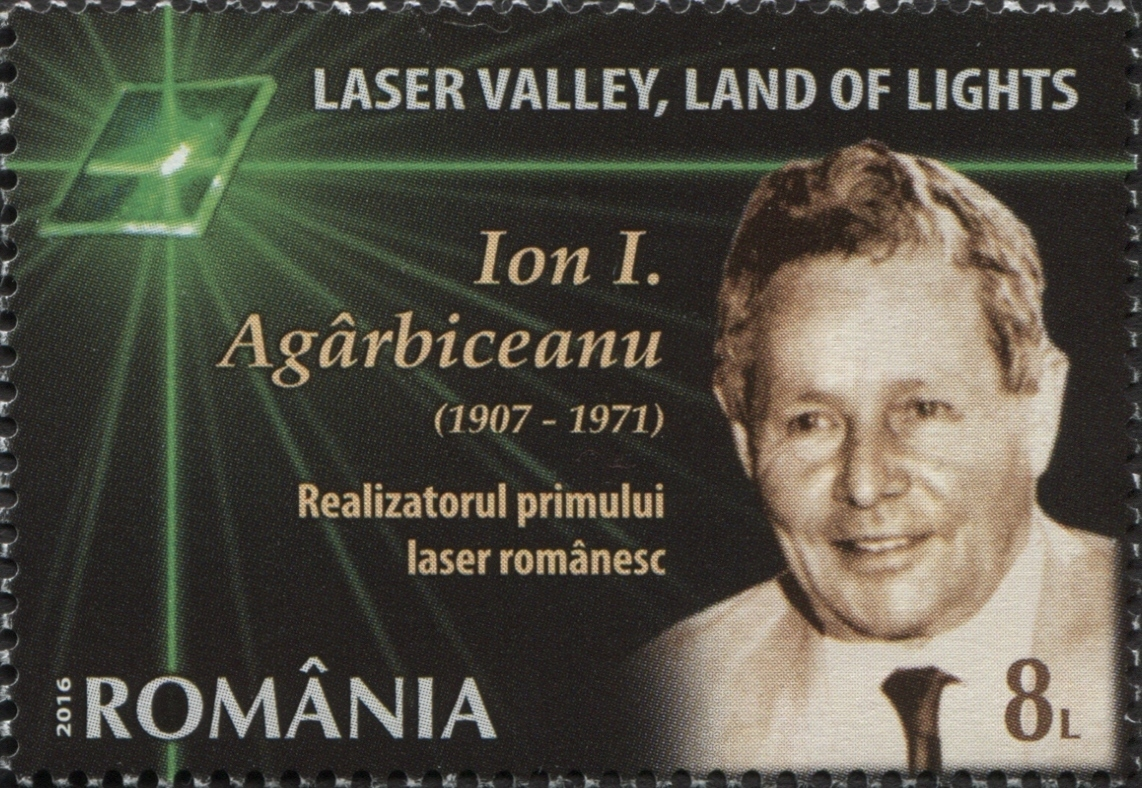
Portretul fizicianului Ion I. Agârbiceanu pe o marcă poștală, cu valoarea nominală de 8 lei, emisă în 2016 de serviciile poștale ale României.

### Filatelie
În 2016 serviciile poștale ale României au pus în circulație o marcă poștală, cu valoarea nominală de 8 lei, pe care este gravat portretul fizicianului și mențiunea: „Ion I. Agârbiceanu (1907-1971) Realizatorul primului laser românesc”.